# Sojuz MS-21
Sojuz MS-21 – misja statku Sojuz do Międzynarodowej Stacji Kosmicznej, która dostarczyła połowę jej stałej załogi.  
Start z kazachskiego Bajkonuru odbył się 18 marca 2022 r.

## Załoga

### Podstawowa
- Oleg Artiemjew (3. lot) – dowódca statku kosmicznego (Rosja, Roskosmos)
- Denis Matwiejew (1. lot) – inżynier pokładowy (Rosja, Roskosmos)
- Siergiej Korsakow (1. lot) – inżynier pokładowy (Rosja, Roskosmos)